# Partia szachowa
Partia szachowa – rozgrywka szachowa, proces walki toczącej się od pierwszego posunięcia do rozstrzygającego. Partię zakończyć może także zgoda graczy na remis lub poddanie się jednej ze stron. Rozgrywana na turnieju szachowym to tzw. "partia turniejowa", a grana dla przyjemności lub dla treningu to "partia towarzyska".
Partia szachowa składa się z trzech części:
- otwarcia szachowego,
- gry środkowej,
- gry końcowej.

## Bazy partii szachowych
|   | a | b | c | d | e | f | g | h |   |
| 8 | a8 – Czarna wieża · b8 – Czarny skoczek · c8 – Czarny goniec · d8 – Czarny hetman · e8 – Czarny król · f8 – Czarny goniec · g8 – Czarny skoczek · h8 – Czarna wieża · a7 – Czarny pionek · b7 – Czarny pionek · c7 – Czarny pionek · d7 – Czarny pionek · e7 – Czarny pionek · f7 – Czarny pionek · g7 – Czarny pionek · h7 – Czarny pionek · a2 – Biały pionek · b2 – Biały pionek · c2 – Biały pionek · d2 – Biały pionek · e2 – Biały pionek · f2 – Biały pionek · g2 – Biały pionek · h2 – Biały pionek · a1 – Biała wieża · b1 – Biały skoczek · c1 – Biały goniec · d1 – Biały hetman · e1 – Biały król · f1 – Biały goniec · g1 – Biały skoczek · h1 – Biała wieża | a8 – Czarna wieża · b8 – Czarny skoczek · c8 – Czarny goniec · d8 – Czarny hetman · e8 – Czarny król · f8 – Czarny goniec · g8 – Czarny skoczek · h8 – Czarna wieża · a7 – Czarny pionek · b7 – Czarny pionek · c7 – Czarny pionek · d7 – Czarny pionek · e7 – Czarny pionek · f7 – Czarny pionek · g7 – Czarny pionek · h7 – Czarny pionek · a2 – Biały pionek · b2 – Biały pionek · c2 – Biały pionek · d2 – Biały pionek · e2 – Biały pionek · f2 – Biały pionek · g2 – Biały pionek · h2 – Biały pionek · a1 – Biała wieża · b1 – Biały skoczek · c1 – Biały goniec · d1 – Biały hetman · e1 – Biały król · f1 – Biały goniec · g1 – Biały skoczek · h1 – Biała wieża | a8 – Czarna wieża · b8 – Czarny skoczek · c8 – Czarny goniec · d8 – Czarny hetman · e8 – Czarny król · f8 – Czarny goniec · g8 – Czarny skoczek · h8 – Czarna wieża · a7 – Czarny pionek · b7 – Czarny pionek · c7 – Czarny pionek · d7 – Czarny pionek · e7 – Czarny pionek · f7 – Czarny pionek · g7 – Czarny pionek · h7 – Czarny pionek · a2 – Biały pionek · b2 – Biały pionek · c2 – Biały pionek · d2 – Biały pionek · e2 – Biały pionek · f2 – Biały pionek · g2 – Biały pionek · h2 – Biały pionek · a1 – Biała wieża · b1 – Biały skoczek · c1 – Biały goniec · d1 – Biały hetman · e1 – Biały król · f1 – Biały goniec · g1 – Biały skoczek · h1 – Biała wieża | a8 – Czarna wieża · b8 – Czarny skoczek · c8 – Czarny goniec · d8 – Czarny hetman · e8 – Czarny król · f8 – Czarny goniec · g8 – Czarny skoczek · h8 – Czarna wieża · a7 – Czarny pionek · b7 – Czarny pionek · c7 – Czarny pionek · d7 – Czarny pionek · e7 – Czarny pionek · f7 – Czarny pionek · g7 – Czarny pionek · h7 – Czarny pionek · a2 – Biały pionek · b2 – Biały pionek · c2 – Biały pionek · d2 – Biały pionek · e2 – Biały pionek · f2 – Biały pionek · g2 – Biały pionek · h2 – Biały pionek · a1 – Biała wieża · b1 – Biały skoczek · c1 – Biały goniec · d1 – Biały hetman · e1 – Biały król · f1 – Biały goniec · g1 – Biały skoczek · h1 – Biała wieża | a8 – Czarna wieża · b8 – Czarny skoczek · c8 – Czarny goniec · d8 – Czarny hetman · e8 – Czarny król · f8 – Czarny goniec · g8 – Czarny skoczek · h8 – Czarna wieża · a7 – Czarny pionek · b7 – Czarny pionek · c7 – Czarny pionek · d7 – Czarny pionek · e7 – Czarny pionek · f7 – Czarny pionek · g7 – Czarny pionek · h7 – Czarny pionek · a2 – Biały pionek · b2 – Biały pionek · c2 – Biały pionek · d2 – Biały pionek · e2 – Biały pionek · f2 – Biały pionek · g2 – Biały pionek · h2 – Biały pionek · a1 – Biała wieża · b1 – Biały skoczek · c1 – Biały goniec · d1 – Biały hetman · e1 – Biały król · f1 – Biały goniec · g1 – Biały skoczek · h1 – Biała wieża | a8 – Czarna wieża · b8 – Czarny skoczek · c8 – Czarny goniec · d8 – Czarny hetman · e8 – Czarny król · f8 – Czarny goniec · g8 – Czarny skoczek · h8 – Czarna wieża · a7 – Czarny pionek · b7 – Czarny pionek · c7 – Czarny pionek · d7 – Czarny pionek · e7 – Czarny pionek · f7 – Czarny pionek · g7 – Czarny pionek · h7 – Czarny pionek · a2 – Biały pionek · b2 – Biały pionek · c2 – Biały pionek · d2 – Biały pionek · e2 – Biały pionek · f2 – Biały pionek · g2 – Biały pionek · h2 – Biały pionek · a1 – Biała wieża · b1 – Biały skoczek · c1 – Biały goniec · d1 – Biały hetman · e1 – Biały król · f1 – Biały goniec · g1 – Biały skoczek · h1 – Biała wieża | a8 – Czarna wieża · b8 – Czarny skoczek · c8 – Czarny goniec · d8 – Czarny hetman · e8 – Czarny król · f8 – Czarny goniec · g8 – Czarny skoczek · h8 – Czarna wieża · a7 – Czarny pionek · b7 – Czarny pionek · c7 – Czarny pionek · d7 – Czarny pionek · e7 – Czarny pionek · f7 – Czarny pionek · g7 – Czarny pionek · h7 – Czarny pionek · a2 – Biały pionek · b2 – Biały pionek · c2 – Biały pionek · d2 – Biały pionek · e2 – Biały pionek · f2 – Biały pionek · g2 – Biały pionek · h2 – Biały pionek · a1 – Biała wieża · b1 – Biały skoczek · c1 – Biały goniec · d1 – Biały hetman · e1 – Biały król · f1 – Biały goniec · g1 – Biały skoczek · h1 – Biała wieża | a8 – Czarna wieża · b8 – Czarny skoczek · c8 – Czarny goniec · d8 – Czarny hetman · e8 – Czarny król · f8 – Czarny goniec · g8 – Czarny skoczek · h8 – Czarna wieża · a7 – Czarny pionek · b7 – Czarny pionek · c7 – Czarny pionek · d7 – Czarny pionek · e7 – Czarny pionek · f7 – Czarny pionek · g7 – Czarny pionek · h7 – Czarny pionek · a2 – Biały pionek · b2 – Biały pionek · c2 – Biały pionek · d2 – Biały pionek · e2 – Biały pionek · f2 – Biały pionek · g2 – Biały pionek · h2 – Biały pionek · a1 – Biała wieża · b1 – Biały skoczek · c1 – Biały goniec · d1 – Biały hetman · e1 – Biały król · f1 – Biały goniec · g1 – Biały skoczek · h1 – Biała wieża | 8 |
| 7 | a8 – Czarna wieża · b8 – Czarny skoczek · c8 – Czarny goniec · d8 – Czarny hetman · e8 – Czarny król · f8 – Czarny goniec · g8 – Czarny skoczek · h8 – Czarna wieża · a7 – Czarny pionek · b7 – Czarny pionek · c7 – Czarny pionek · d7 – Czarny pionek · e7 – Czarny pionek · f7 – Czarny pionek · g7 – Czarny pionek · h7 – Czarny pionek · a2 – Biały pionek · b2 – Biały pionek · c2 – Biały pionek · d2 – Biały pionek · e2 – Biały pionek · f2 – Biały pionek · g2 – Biały pionek · h2 – Biały pionek · a1 – Biała wieża · b1 – Biały skoczek · c1 – Biały goniec · d1 – Biały hetman · e1 – Biały król · f1 – Biały goniec · g1 – Biały skoczek · h1 – Biała wieża | a8 – Czarna wieża · b8 – Czarny skoczek · c8 – Czarny goniec · d8 – Czarny hetman · e8 – Czarny król · f8 – Czarny goniec · g8 – Czarny skoczek · h8 – Czarna wieża · a7 – Czarny pionek · b7 – Czarny pionek · c7 – Czarny pionek · d7 – Czarny pionek · e7 – Czarny pionek · f7 – Czarny pionek · g7 – Czarny pionek · h7 – Czarny pionek · a2 – Biały pionek · b2 – Biały pionek · c2 – Biały pionek · d2 – Biały pionek · e2 – Biały pionek · f2 – Biały pionek · g2 – Biały pionek · h2 – Biały pionek · a1 – Biała wieża · b1 – Biały skoczek · c1 – Biały goniec · d1 – Biały hetman · e1 – Biały król · f1 – Biały goniec · g1 – Biały skoczek · h1 – Biała wieża | a8 – Czarna wieża · b8 – Czarny skoczek · c8 – Czarny goniec · d8 – Czarny hetman · e8 – Czarny król · f8 – Czarny goniec · g8 – Czarny skoczek · h8 – Czarna wieża · a7 – Czarny pionek · b7 – Czarny pionek · c7 – Czarny pionek · d7 – Czarny pionek · e7 – Czarny pionek · f7 – Czarny pionek · g7 – Czarny pionek · h7 – Czarny pionek · a2 – Biały pionek · b2 – Biały pionek · c2 – Biały pionek · d2 – Biały pionek · e2 – Biały pionek · f2 – Biały pionek · g2 – Biały pionek · h2 – Biały pionek · a1 – Biała wieża · b1 – Biały skoczek · c1 – Biały goniec · d1 – Biały hetman · e1 – Biały król · f1 – Biały goniec · g1 – Biały skoczek · h1 – Biała wieża | a8 – Czarna wieża · b8 – Czarny skoczek · c8 – Czarny goniec · d8 – Czarny hetman · e8 – Czarny król · f8 – Czarny goniec · g8 – Czarny skoczek · h8 – Czarna wieża · a7 – Czarny pionek · b7 – Czarny pionek · c7 – Czarny pionek · d7 – Czarny pionek · e7 – Czarny pionek · f7 – Czarny pionek · g7 – Czarny pionek · h7 – Czarny pionek · a2 – Biały pionek · b2 – Biały pionek · c2 – Biały pionek · d2 – Biały pionek · e2 – Biały pionek · f2 – Biały pionek · g2 – Biały pionek · h2 – Biały pionek · a1 – Biała wieża · b1 – Biały skoczek · c1 – Biały goniec · d1 – Biały hetman · e1 – Biały król · f1 – Biały goniec · g1 – Biały skoczek · h1 – Biała wieża | a8 – Czarna wieża · b8 – Czarny skoczek · c8 – Czarny goniec · d8 – Czarny hetman · e8 – Czarny król · f8 – Czarny goniec · g8 – Czarny skoczek · h8 – Czarna wieża · a7 – Czarny pionek · b7 – Czarny pionek · c7 – Czarny pionek · d7 – Czarny pionek · e7 – Czarny pionek · f7 – Czarny pionek · g7 – Czarny pionek · h7 – Czarny pionek · a2 – Biały pionek · b2 – Biały pionek · c2 – Biały pionek · d2 – Biały pionek · e2 – Biały pionek · f2 – Biały pionek · g2 – Biały pionek · h2 – Biały pionek · a1 – Biała wieża · b1 – Biały skoczek · c1 – Biały goniec · d1 – Biały hetman · e1 – Biały król · f1 – Biały goniec · g1 – Biały skoczek · h1 – Biała wieża | a8 – Czarna wieża · b8 – Czarny skoczek · c8 – Czarny goniec · d8 – Czarny hetman · e8 – Czarny król · f8 – Czarny goniec · g8 – Czarny skoczek · h8 – Czarna wieża · a7 – Czarny pionek · b7 – Czarny pionek · c7 – Czarny pionek · d7 – Czarny pionek · e7 – Czarny pionek · f7 – Czarny pionek · g7 – Czarny pionek · h7 – Czarny pionek · a2 – Biały pionek · b2 – Biały pionek · c2 – Biały pionek · d2 – Biały pionek · e2 – Biały pionek · f2 – Biały pionek · g2 – Biały pionek · h2 – Biały pionek · a1 – Biała wieża · b1 – Biały skoczek · c1 – Biały goniec · d1 – Biały hetman · e1 – Biały król · f1 – Biały goniec · g1 – Biały skoczek · h1 – Biała wieża | a8 – Czarna wieża · b8 – Czarny skoczek · c8 – Czarny goniec · d8 – Czarny hetman · e8 – Czarny król · f8 – Czarny goniec · g8 – Czarny skoczek · h8 – Czarna wieża · a7 – Czarny pionek · b7 – Czarny pionek · c7 – Czarny pionek · d7 – Czarny pionek · e7 – Czarny pionek · f7 – Czarny pionek · g7 – Czarny pionek · h7 – Czarny pionek · a2 – Biały pionek · b2 – Biały pionek · c2 – Biały pionek · d2 – Biały pionek · e2 – Biały pionek · f2 – Biały pionek · g2 – Biały pionek · h2 – Biały pionek · a1 – Biała wieża · b1 – Biały skoczek · c1 – Biały goniec · d1 – Biały hetman · e1 – Biały król · f1 – Biały goniec · g1 – Biały skoczek · h1 – Biała wieża | a8 – Czarna wieża · b8 – Czarny skoczek · c8 – Czarny goniec · d8 – Czarny hetman · e8 – Czarny król · f8 – Czarny goniec · g8 – Czarny skoczek · h8 – Czarna wieża · a7 – Czarny pionek · b7 – Czarny pionek · c7 – Czarny pionek · d7 – Czarny pionek · e7 – Czarny pionek · f7 – Czarny pionek · g7 – Czarny pionek · h7 – Czarny pionek · a2 – Biały pionek · b2 – Biały pionek · c2 – Biały pionek · d2 – Biały pionek · e2 – Biały pionek · f2 – Biały pionek · g2 – Biały pionek · h2 – Biały pionek · a1 – Biała wieża · b1 – Biały skoczek · c1 – Biały goniec · d1 – Biały hetman · e1 – Biały król · f1 – Biały goniec · g1 – Biały skoczek · h1 – Biała wieża | 7 |
| 6 | a8 – Czarna wieża · b8 – Czarny skoczek · c8 – Czarny goniec · d8 – Czarny hetman · e8 – Czarny król · f8 – Czarny goniec · g8 – Czarny skoczek · h8 – Czarna wieża · a7 – Czarny pionek · b7 – Czarny pionek · c7 – Czarny pionek · d7 – Czarny pionek · e7 – Czarny pionek · f7 – Czarny pionek · g7 – Czarny pionek · h7 – Czarny pionek · a2 – Biały pionek · b2 – Biały pionek · c2 – Biały pionek · d2 – Biały pionek · e2 – Biały pionek · f2 – Biały pionek · g2 – Biały pionek · h2 – Biały pionek · a1 – Biała wieża · b1 – Biały skoczek · c1 – Biały goniec · d1 – Biały hetman · e1 – Biały król · f1 – Biały goniec · g1 – Biały skoczek · h1 – Biała wieża | a8 – Czarna wieża · b8 – Czarny skoczek · c8 – Czarny goniec · d8 – Czarny hetman · e8 – Czarny król · f8 – Czarny goniec · g8 – Czarny skoczek · h8 – Czarna wieża · a7 – Czarny pionek · b7 – Czarny pionek · c7 – Czarny pionek · d7 – Czarny pionek · e7 – Czarny pionek · f7 – Czarny pionek · g7 – Czarny pionek · h7 – Czarny pionek · a2 – Biały pionek · b2 – Biały pionek · c2 – Biały pionek · d2 – Biały pionek · e2 – Biały pionek · f2 – Biały pionek · g2 – Biały pionek · h2 – Biały pionek · a1 – Biała wieża · b1 – Biały skoczek · c1 – Biały goniec · d1 – Biały hetman · e1 – Biały król · f1 – Biały goniec · g1 – Biały skoczek · h1 – Biała wieża | a8 – Czarna wieża · b8 – Czarny skoczek · c8 – Czarny goniec · d8 – Czarny hetman · e8 – Czarny król · f8 – Czarny goniec · g8 – Czarny skoczek · h8 – Czarna wieża · a7 – Czarny pionek · b7 – Czarny pionek · c7 – Czarny pionek · d7 – Czarny pionek · e7 – Czarny pionek · f7 – Czarny pionek · g7 – Czarny pionek · h7 – Czarny pionek · a2 – Biały pionek · b2 – Biały pionek · c2 – Biały pionek · d2 – Biały pionek · e2 – Biały pionek · f2 – Biały pionek · g2 – Biały pionek · h2 – Biały pionek · a1 – Biała wieża · b1 – Biały skoczek · c1 – Biały goniec · d1 – Biały hetman · e1 – Biały król · f1 – Biały goniec · g1 – Biały skoczek · h1 – Biała wieża | a8 – Czarna wieża · b8 – Czarny skoczek · c8 – Czarny goniec · d8 – Czarny hetman · e8 – Czarny król · f8 – Czarny goniec · g8 – Czarny skoczek · h8 – Czarna wieża · a7 – Czarny pionek · b7 – Czarny pionek · c7 – Czarny pionek · d7 – Czarny pionek · e7 – Czarny pionek · f7 – Czarny pionek · g7 – Czarny pionek · h7 – Czarny pionek · a2 – Biały pionek · b2 – Biały pionek · c2 – Biały pionek · d2 – Biały pionek · e2 – Biały pionek · f2 – Biały pionek · g2 – Biały pionek · h2 – Biały pionek · a1 – Biała wieża · b1 – Biały skoczek · c1 – Biały goniec · d1 – Biały hetman · e1 – Biały król · f1 – Biały goniec · g1 – Biały skoczek · h1 – Biała wieża | a8 – Czarna wieża · b8 – Czarny skoczek · c8 – Czarny goniec · d8 – Czarny hetman · e8 – Czarny król · f8 – Czarny goniec · g8 – Czarny skoczek · h8 – Czarna wieża · a7 – Czarny pionek · b7 – Czarny pionek · c7 – Czarny pionek · d7 – Czarny pionek · e7 – Czarny pionek · f7 – Czarny pionek · g7 – Czarny pionek · h7 – Czarny pionek · a2 – Biały pionek · b2 – Biały pionek · c2 – Biały pionek · d2 – Biały pionek · e2 – Biały pionek · f2 – Biały pionek · g2 – Biały pionek · h2 – Biały pionek · a1 – Biała wieża · b1 – Biały skoczek · c1 – Biały goniec · d1 – Biały hetman · e1 – Biały król · f1 – Biały goniec · g1 – Biały skoczek · h1 – Biała wieża | a8 – Czarna wieża · b8 – Czarny skoczek · c8 – Czarny goniec · d8 – Czarny hetman · e8 – Czarny król · f8 – Czarny goniec · g8 – Czarny skoczek · h8 – Czarna wieża · a7 – Czarny pionek · b7 – Czarny pionek · c7 – Czarny pionek · d7 – Czarny pionek · e7 – Czarny pionek · f7 – Czarny pionek · g7 – Czarny pionek · h7 – Czarny pionek · a2 – Biały pionek · b2 – Biały pionek · c2 – Biały pionek · d2 – Biały pionek · e2 – Biały pionek · f2 – Biały pionek · g2 – Biały pionek · h2 – Biały pionek · a1 – Biała wieża · b1 – Biały skoczek · c1 – Biały goniec · d1 – Biały hetman · e1 – Biały król · f1 – Biały goniec · g1 – Biały skoczek · h1 – Biała wieża | a8 – Czarna wieża · b8 – Czarny skoczek · c8 – Czarny goniec · d8 – Czarny hetman · e8 – Czarny król · f8 – Czarny goniec · g8 – Czarny skoczek · h8 – Czarna wieża · a7 – Czarny pionek · b7 – Czarny pionek · c7 – Czarny pionek · d7 – Czarny pionek · e7 – Czarny pionek · f7 – Czarny pionek · g7 – Czarny pionek · h7 – Czarny pionek · a2 – Biały pionek · b2 – Biały pionek · c2 – Biały pionek · d2 – Biały pionek · e2 – Biały pionek · f2 – Biały pionek · g2 – Biały pionek · h2 – Biały pionek · a1 – Biała wieża · b1 – Biały skoczek · c1 – Biały goniec · d1 – Biały hetman · e1 – Biały król · f1 – Biały goniec · g1 – Biały skoczek · h1 – Biała wieża | a8 – Czarna wieża · b8 – Czarny skoczek · c8 – Czarny goniec · d8 – Czarny hetman · e8 – Czarny król · f8 – Czarny goniec · g8 – Czarny skoczek · h8 – Czarna wieża · a7 – Czarny pionek · b7 – Czarny pionek · c7 – Czarny pionek · d7 – Czarny pionek · e7 – Czarny pionek · f7 – Czarny pionek · g7 – Czarny pionek · h7 – Czarny pionek · a2 – Biały pionek · b2 – Biały pionek · c2 – Biały pionek · d2 – Biały pionek · e2 – Biały pionek · f2 – Biały pionek · g2 – Biały pionek · h2 – Biały pionek · a1 – Biała wieża · b1 – Biały skoczek · c1 – Biały goniec · d1 – Biały hetman · e1 – Biały król · f1 – Biały goniec · g1 – Biały skoczek · h1 – Biała wieża | 6 |
| 5 | a8 – Czarna wieża · b8 – Czarny skoczek · c8 – Czarny goniec · d8 – Czarny hetman · e8 – Czarny król · f8 – Czarny goniec · g8 – Czarny skoczek · h8 – Czarna wieża · a7 – Czarny pionek · b7 – Czarny pionek · c7 – Czarny pionek · d7 – Czarny pionek · e7 – Czarny pionek · f7 – Czarny pionek · g7 – Czarny pionek · h7 – Czarny pionek · a2 – Biały pionek · b2 – Biały pionek · c2 – Biały pionek · d2 – Biały pionek · e2 – Biały pionek · f2 – Biały pionek · g2 – Biały pionek · h2 – Biały pionek · a1 – Biała wieża · b1 – Biały skoczek · c1 – Biały goniec · d1 – Biały hetman · e1 – Biały król · f1 – Biały goniec · g1 – Biały skoczek · h1 – Biała wieża | a8 – Czarna wieża · b8 – Czarny skoczek · c8 – Czarny goniec · d8 – Czarny hetman · e8 – Czarny król · f8 – Czarny goniec · g8 – Czarny skoczek · h8 – Czarna wieża · a7 – Czarny pionek · b7 – Czarny pionek · c7 – Czarny pionek · d7 – Czarny pionek · e7 – Czarny pionek · f7 – Czarny pionek · g7 – Czarny pionek · h7 – Czarny pionek · a2 – Biały pionek · b2 – Biały pionek · c2 – Biały pionek · d2 – Biały pionek · e2 – Biały pionek · f2 – Biały pionek · g2 – Biały pionek · h2 – Biały pionek · a1 – Biała wieża · b1 – Biały skoczek · c1 – Biały goniec · d1 – Biały hetman · e1 – Biały król · f1 – Biały goniec · g1 – Biały skoczek · h1 – Biała wieża | a8 – Czarna wieża · b8 – Czarny skoczek · c8 – Czarny goniec · d8 – Czarny hetman · e8 – Czarny król · f8 – Czarny goniec · g8 – Czarny skoczek · h8 – Czarna wieża · a7 – Czarny pionek · b7 – Czarny pionek · c7 – Czarny pionek · d7 – Czarny pionek · e7 – Czarny pionek · f7 – Czarny pionek · g7 – Czarny pionek · h7 – Czarny pionek · a2 – Biały pionek · b2 – Biały pionek · c2 – Biały pionek · d2 – Biały pionek · e2 – Biały pionek · f2 – Biały pionek · g2 – Biały pionek · h2 – Biały pionek · a1 – Biała wieża · b1 – Biały skoczek · c1 – Biały goniec · d1 – Biały hetman · e1 – Biały król · f1 – Biały goniec · g1 – Biały skoczek · h1 – Biała wieża | a8 – Czarna wieża · b8 – Czarny skoczek · c8 – Czarny goniec · d8 – Czarny hetman · e8 – Czarny król · f8 – Czarny goniec · g8 – Czarny skoczek · h8 – Czarna wieża · a7 – Czarny pionek · b7 – Czarny pionek · c7 – Czarny pionek · d7 – Czarny pionek · e7 – Czarny pionek · f7 – Czarny pionek · g7 – Czarny pionek · h7 – Czarny pionek · a2 – Biały pionek · b2 – Biały pionek · c2 – Biały pionek · d2 – Biały pionek · e2 – Biały pionek · f2 – Biały pionek · g2 – Biały pionek · h2 – Biały pionek · a1 – Biała wieża · b1 – Biały skoczek · c1 – Biały goniec · d1 – Biały hetman · e1 – Biały król · f1 – Biały goniec · g1 – Biały skoczek · h1 – Biała wieża | a8 – Czarna wieża · b8 – Czarny skoczek · c8 – Czarny goniec · d8 – Czarny hetman · e8 – Czarny król · f8 – Czarny goniec · g8 – Czarny skoczek · h8 – Czarna wieża · a7 – Czarny pionek · b7 – Czarny pionek · c7 – Czarny pionek · d7 – Czarny pionek · e7 – Czarny pionek · f7 – Czarny pionek · g7 – Czarny pionek · h7 – Czarny pionek · a2 – Biały pionek · b2 – Biały pionek · c2 – Biały pionek · d2 – Biały pionek · e2 – Biały pionek · f2 – Biały pionek · g2 – Biały pionek · h2 – Biały pionek · a1 – Biała wieża · b1 – Biały skoczek · c1 – Biały goniec · d1 – Biały hetman · e1 – Biały król · f1 – Biały goniec · g1 – Biały skoczek · h1 – Biała wieża | a8 – Czarna wieża · b8 – Czarny skoczek · c8 – Czarny goniec · d8 – Czarny hetman · e8 – Czarny król · f8 – Czarny goniec · g8 – Czarny skoczek · h8 – Czarna wieża · a7 – Czarny pionek · b7 – Czarny pionek · c7 – Czarny pionek · d7 – Czarny pionek · e7 – Czarny pionek · f7 – Czarny pionek · g7 – Czarny pionek · h7 – Czarny pionek · a2 – Biały pionek · b2 – Biały pionek · c2 – Biały pionek · d2 – Biały pionek · e2 – Biały pionek · f2 – Biały pionek · g2 – Biały pionek · h2 – Biały pionek · a1 – Biała wieża · b1 – Biały skoczek · c1 – Biały goniec · d1 – Biały hetman · e1 – Biały król · f1 – Biały goniec · g1 – Biały skoczek · h1 – Biała wieża | a8 – Czarna wieża · b8 – Czarny skoczek · c8 – Czarny goniec · d8 – Czarny hetman · e8 – Czarny król · f8 – Czarny goniec · g8 – Czarny skoczek · h8 – Czarna wieża · a7 – Czarny pionek · b7 – Czarny pionek · c7 – Czarny pionek · d7 – Czarny pionek · e7 – Czarny pionek · f7 – Czarny pionek · g7 – Czarny pionek · h7 – Czarny pionek · a2 – Biały pionek · b2 – Biały pionek · c2 – Biały pionek · d2 – Biały pionek · e2 – Biały pionek · f2 – Biały pionek · g2 – Biały pionek · h2 – Biały pionek · a1 – Biała wieża · b1 – Biały skoczek · c1 – Biały goniec · d1 – Biały hetman · e1 – Biały król · f1 – Biały goniec · g1 – Biały skoczek · h1 – Biała wieża | a8 – Czarna wieża · b8 – Czarny skoczek · c8 – Czarny goniec · d8 – Czarny hetman · e8 – Czarny król · f8 – Czarny goniec · g8 – Czarny skoczek · h8 – Czarna wieża · a7 – Czarny pionek · b7 – Czarny pionek · c7 – Czarny pionek · d7 – Czarny pionek · e7 – Czarny pionek · f7 – Czarny pionek · g7 – Czarny pionek · h7 – Czarny pionek · a2 – Biały pionek · b2 – Biały pionek · c2 – Biały pionek · d2 – Biały pionek · e2 – Biały pionek · f2 – Biały pionek · g2 – Biały pionek · h2 – Biały pionek · a1 – Biała wieża · b1 – Biały skoczek · c1 – Biały goniec · d1 – Biały hetman · e1 – Biały król · f1 – Biały goniec · g1 – Biały skoczek · h1 – Biała wieża | 5 |
| 4 | a8 – Czarna wieża · b8 – Czarny skoczek · c8 – Czarny goniec · d8 – Czarny hetman · e8 – Czarny król · f8 – Czarny goniec · g8 – Czarny skoczek · h8 – Czarna wieża · a7 – Czarny pionek · b7 – Czarny pionek · c7 – Czarny pionek · d7 – Czarny pionek · e7 – Czarny pionek · f7 – Czarny pionek · g7 – Czarny pionek · h7 – Czarny pionek · a2 – Biały pionek · b2 – Biały pionek · c2 – Biały pionek · d2 – Biały pionek · e2 – Biały pionek · f2 – Biały pionek · g2 – Biały pionek · h2 – Biały pionek · a1 – Biała wieża · b1 – Biały skoczek · c1 – Biały goniec · d1 – Biały hetman · e1 – Biały król · f1 – Biały goniec · g1 – Biały skoczek · h1 – Biała wieża | a8 – Czarna wieża · b8 – Czarny skoczek · c8 – Czarny goniec · d8 – Czarny hetman · e8 – Czarny król · f8 – Czarny goniec · g8 – Czarny skoczek · h8 – Czarna wieża · a7 – Czarny pionek · b7 – Czarny pionek · c7 – Czarny pionek · d7 – Czarny pionek · e7 – Czarny pionek · f7 – Czarny pionek · g7 – Czarny pionek · h7 – Czarny pionek · a2 – Biały pionek · b2 – Biały pionek · c2 – Biały pionek · d2 – Biały pionek · e2 – Biały pionek · f2 – Biały pionek · g2 – Biały pionek · h2 – Biały pionek · a1 – Biała wieża · b1 – Biały skoczek · c1 – Biały goniec · d1 – Biały hetman · e1 – Biały król · f1 – Biały goniec · g1 – Biały skoczek · h1 – Biała wieża | a8 – Czarna wieża · b8 – Czarny skoczek · c8 – Czarny goniec · d8 – Czarny hetman · e8 – Czarny król · f8 – Czarny goniec · g8 – Czarny skoczek · h8 – Czarna wieża · a7 – Czarny pionek · b7 – Czarny pionek · c7 – Czarny pionek · d7 – Czarny pionek · e7 – Czarny pionek · f7 – Czarny pionek · g7 – Czarny pionek · h7 – Czarny pionek · a2 – Biały pionek · b2 – Biały pionek · c2 – Biały pionek · d2 – Biały pionek · e2 – Biały pionek · f2 – Biały pionek · g2 – Biały pionek · h2 – Biały pionek · a1 – Biała wieża · b1 – Biały skoczek · c1 – Biały goniec · d1 – Biały hetman · e1 – Biały król · f1 – Biały goniec · g1 – Biały skoczek · h1 – Biała wieża | a8 – Czarna wieża · b8 – Czarny skoczek · c8 – Czarny goniec · d8 – Czarny hetman · e8 – Czarny król · f8 – Czarny goniec · g8 – Czarny skoczek · h8 – Czarna wieża · a7 – Czarny pionek · b7 – Czarny pionek · c7 – Czarny pionek · d7 – Czarny pionek · e7 – Czarny pionek · f7 – Czarny pionek · g7 – Czarny pionek · h7 – Czarny pionek · a2 – Biały pionek · b2 – Biały pionek · c2 – Biały pionek · d2 – Biały pionek · e2 – Biały pionek · f2 – Biały pionek · g2 – Biały pionek · h2 – Biały pionek · a1 – Biała wieża · b1 – Biały skoczek · c1 – Biały goniec · d1 – Biały hetman · e1 – Biały król · f1 – Biały goniec · g1 – Biały skoczek · h1 – Biała wieża | a8 – Czarna wieża · b8 – Czarny skoczek · c8 – Czarny goniec · d8 – Czarny hetman · e8 – Czarny król · f8 – Czarny goniec · g8 – Czarny skoczek · h8 – Czarna wieża · a7 – Czarny pionek · b7 – Czarny pionek · c7 – Czarny pionek · d7 – Czarny pionek · e7 – Czarny pionek · f7 – Czarny pionek · g7 – Czarny pionek · h7 – Czarny pionek · a2 – Biały pionek · b2 – Biały pionek · c2 – Biały pionek · d2 – Biały pionek · e2 – Biały pionek · f2 – Biały pionek · g2 – Biały pionek · h2 – Biały pionek · a1 – Biała wieża · b1 – Biały skoczek · c1 – Biały goniec · d1 – Biały hetman · e1 – Biały król · f1 – Biały goniec · g1 – Biały skoczek · h1 – Biała wieża | a8 – Czarna wieża · b8 – Czarny skoczek · c8 – Czarny goniec · d8 – Czarny hetman · e8 – Czarny król · f8 – Czarny goniec · g8 – Czarny skoczek · h8 – Czarna wieża · a7 – Czarny pionek · b7 – Czarny pionek · c7 – Czarny pionek · d7 – Czarny pionek · e7 – Czarny pionek · f7 – Czarny pionek · g7 – Czarny pionek · h7 – Czarny pionek · a2 – Biały pionek · b2 – Biały pionek · c2 – Biały pionek · d2 – Biały pionek · e2 – Biały pionek · f2 – Biały pionek · g2 – Biały pionek · h2 – Biały pionek · a1 – Biała wieża · b1 – Biały skoczek · c1 – Biały goniec · d1 – Biały hetman · e1 – Biały król · f1 – Biały goniec · g1 – Biały skoczek · h1 – Biała wieża | a8 – Czarna wieża · b8 – Czarny skoczek · c8 – Czarny goniec · d8 – Czarny hetman · e8 – Czarny król · f8 – Czarny goniec · g8 – Czarny skoczek · h8 – Czarna wieża · a7 – Czarny pionek · b7 – Czarny pionek · c7 – Czarny pionek · d7 – Czarny pionek · e7 – Czarny pionek · f7 – Czarny pionek · g7 – Czarny pionek · h7 – Czarny pionek · a2 – Biały pionek · b2 – Biały pionek · c2 – Biały pionek · d2 – Biały pionek · e2 – Biały pionek · f2 – Biały pionek · g2 – Biały pionek · h2 – Biały pionek · a1 – Biała wieża · b1 – Biały skoczek · c1 – Biały goniec · d1 – Biały hetman · e1 – Biały król · f1 – Biały goniec · g1 – Biały skoczek · h1 – Biała wieża | a8 – Czarna wieża · b8 – Czarny skoczek · c8 – Czarny goniec · d8 – Czarny hetman · e8 – Czarny król · f8 – Czarny goniec · g8 – Czarny skoczek · h8 – Czarna wieża · a7 – Czarny pionek · b7 – Czarny pionek · c7 – Czarny pionek · d7 – Czarny pionek · e7 – Czarny pionek · f7 – Czarny pionek · g7 – Czarny pionek · h7 – Czarny pionek · a2 – Biały pionek · b2 – Biały pionek · c2 – Biały pionek · d2 – Biały pionek · e2 – Biały pionek · f2 – Biały pionek · g2 – Biały pionek · h2 – Biały pionek · a1 – Biała wieża · b1 – Biały skoczek · c1 – Biały goniec · d1 – Biały hetman · e1 – Biały król · f1 – Biały goniec · g1 – Biały skoczek · h1 – Biała wieża | 4 |
| 3 | a8 – Czarna wieża · b8 – Czarny skoczek · c8 – Czarny goniec · d8 – Czarny hetman · e8 – Czarny król · f8 – Czarny goniec · g8 – Czarny skoczek · h8 – Czarna wieża · a7 – Czarny pionek · b7 – Czarny pionek · c7 – Czarny pionek · d7 – Czarny pionek · e7 – Czarny pionek · f7 – Czarny pionek · g7 – Czarny pionek · h7 – Czarny pionek · a2 – Biały pionek · b2 – Biały pionek · c2 – Biały pionek · d2 – Biały pionek · e2 – Biały pionek · f2 – Biały pionek · g2 – Biały pionek · h2 – Biały pionek · a1 – Biała wieża · b1 – Biały skoczek · c1 – Biały goniec · d1 – Biały hetman · e1 – Biały król · f1 – Biały goniec · g1 – Biały skoczek · h1 – Biała wieża | a8 – Czarna wieża · b8 – Czarny skoczek · c8 – Czarny goniec · d8 – Czarny hetman · e8 – Czarny król · f8 – Czarny goniec · g8 – Czarny skoczek · h8 – Czarna wieża · a7 – Czarny pionek · b7 – Czarny pionek · c7 – Czarny pionek · d7 – Czarny pionek · e7 – Czarny pionek · f7 – Czarny pionek · g7 – Czarny pionek · h7 – Czarny pionek · a2 – Biały pionek · b2 – Biały pionek · c2 – Biały pionek · d2 – Biały pionek · e2 – Biały pionek · f2 – Biały pionek · g2 – Biały pionek · h2 – Biały pionek · a1 – Biała wieża · b1 – Biały skoczek · c1 – Biały goniec · d1 – Biały hetman · e1 – Biały król · f1 – Biały goniec · g1 – Biały skoczek · h1 – Biała wieża | a8 – Czarna wieża · b8 – Czarny skoczek · c8 – Czarny goniec · d8 – Czarny hetman · e8 – Czarny król · f8 – Czarny goniec · g8 – Czarny skoczek · h8 – Czarna wieża · a7 – Czarny pionek · b7 – Czarny pionek · c7 – Czarny pionek · d7 – Czarny pionek · e7 – Czarny pionek · f7 – Czarny pionek · g7 – Czarny pionek · h7 – Czarny pionek · a2 – Biały pionek · b2 – Biały pionek · c2 – Biały pionek · d2 – Biały pionek · e2 – Biały pionek · f2 – Biały pionek · g2 – Biały pionek · h2 – Biały pionek · a1 – Biała wieża · b1 – Biały skoczek · c1 – Biały goniec · d1 – Biały hetman · e1 – Biały król · f1 – Biały goniec · g1 – Biały skoczek · h1 – Biała wieża | a8 – Czarna wieża · b8 – Czarny skoczek · c8 – Czarny goniec · d8 – Czarny hetman · e8 – Czarny król · f8 – Czarny goniec · g8 – Czarny skoczek · h8 – Czarna wieża · a7 – Czarny pionek · b7 – Czarny pionek · c7 – Czarny pionek · d7 – Czarny pionek · e7 – Czarny pionek · f7 – Czarny pionek · g7 – Czarny pionek · h7 – Czarny pionek · a2 – Biały pionek · b2 – Biały pionek · c2 – Biały pionek · d2 – Biały pionek · e2 – Biały pionek · f2 – Biały pionek · g2 – Biały pionek · h2 – Biały pionek · a1 – Biała wieża · b1 – Biały skoczek · c1 – Biały goniec · d1 – Biały hetman · e1 – Biały król · f1 – Biały goniec · g1 – Biały skoczek · h1 – Biała wieża | a8 – Czarna wieża · b8 – Czarny skoczek · c8 – Czarny goniec · d8 – Czarny hetman · e8 – Czarny król · f8 – Czarny goniec · g8 – Czarny skoczek · h8 – Czarna wieża · a7 – Czarny pionek · b7 – Czarny pionek · c7 – Czarny pionek · d7 – Czarny pionek · e7 – Czarny pionek · f7 – Czarny pionek · g7 – Czarny pionek · h7 – Czarny pionek · a2 – Biały pionek · b2 – Biały pionek · c2 – Biały pionek · d2 – Biały pionek · e2 – Biały pionek · f2 – Biały pionek · g2 – Biały pionek · h2 – Biały pionek · a1 – Biała wieża · b1 – Biały skoczek · c1 – Biały goniec · d1 – Biały hetman · e1 – Biały król · f1 – Biały goniec · g1 – Biały skoczek · h1 – Biała wieża | a8 – Czarna wieża · b8 – Czarny skoczek · c8 – Czarny goniec · d8 – Czarny hetman · e8 – Czarny król · f8 – Czarny goniec · g8 – Czarny skoczek · h8 – Czarna wieża · a7 – Czarny pionek · b7 – Czarny pionek · c7 – Czarny pionek · d7 – Czarny pionek · e7 – Czarny pionek · f7 – Czarny pionek · g7 – Czarny pionek · h7 – Czarny pionek · a2 – Biały pionek · b2 – Biały pionek · c2 – Biały pionek · d2 – Biały pionek · e2 – Biały pionek · f2 – Biały pionek · g2 – Biały pionek · h2 – Biały pionek · a1 – Biała wieża · b1 – Biały skoczek · c1 – Biały goniec · d1 – Biały hetman · e1 – Biały król · f1 – Biały goniec · g1 – Biały skoczek · h1 – Biała wieża | a8 – Czarna wieża · b8 – Czarny skoczek · c8 – Czarny goniec · d8 – Czarny hetman · e8 – Czarny król · f8 – Czarny goniec · g8 – Czarny skoczek · h8 – Czarna wieża · a7 – Czarny pionek · b7 – Czarny pionek · c7 – Czarny pionek · d7 – Czarny pionek · e7 – Czarny pionek · f7 – Czarny pionek · g7 – Czarny pionek · h7 – Czarny pionek · a2 – Biały pionek · b2 – Biały pionek · c2 – Biały pionek · d2 – Biały pionek · e2 – Biały pionek · f2 – Biały pionek · g2 – Biały pionek · h2 – Biały pionek · a1 – Biała wieża · b1 – Biały skoczek · c1 – Biały goniec · d1 – Biały hetman · e1 – Biały król · f1 – Biały goniec · g1 – Biały skoczek · h1 – Biała wieża | a8 – Czarna wieża · b8 – Czarny skoczek · c8 – Czarny goniec · d8 – Czarny hetman · e8 – Czarny król · f8 – Czarny goniec · g8 – Czarny skoczek · h8 – Czarna wieża · a7 – Czarny pionek · b7 – Czarny pionek · c7 – Czarny pionek · d7 – Czarny pionek · e7 – Czarny pionek · f7 – Czarny pionek · g7 – Czarny pionek · h7 – Czarny pionek · a2 – Biały pionek · b2 – Biały pionek · c2 – Biały pionek · d2 – Biały pionek · e2 – Biały pionek · f2 – Biały pionek · g2 – Biały pionek · h2 – Biały pionek · a1 – Biała wieża · b1 – Biały skoczek · c1 – Biały goniec · d1 – Biały hetman · e1 – Biały król · f1 – Biały goniec · g1 – Biały skoczek · h1 – Biała wieża | 3 |
| 2 | a8 – Czarna wieża · b8 – Czarny skoczek · c8 – Czarny goniec · d8 – Czarny hetman · e8 – Czarny król · f8 – Czarny goniec · g8 – Czarny skoczek · h8 – Czarna wieża · a7 – Czarny pionek · b7 – Czarny pionek · c7 – Czarny pionek · d7 – Czarny pionek · e7 – Czarny pionek · f7 – Czarny pionek · g7 – Czarny pionek · h7 – Czarny pionek · a2 – Biały pionek · b2 – Biały pionek · c2 – Biały pionek · d2 – Biały pionek · e2 – Biały pionek · f2 – Biały pionek · g2 – Biały pionek · h2 – Biały pionek · a1 – Biała wieża · b1 – Biały skoczek · c1 – Biały goniec · d1 – Biały hetman · e1 – Biały król · f1 – Biały goniec · g1 – Biały skoczek · h1 – Biała wieża | a8 – Czarna wieża · b8 – Czarny skoczek · c8 – Czarny goniec · d8 – Czarny hetman · e8 – Czarny król · f8 – Czarny goniec · g8 – Czarny skoczek · h8 – Czarna wieża · a7 – Czarny pionek · b7 – Czarny pionek · c7 – Czarny pionek · d7 – Czarny pionek · e7 – Czarny pionek · f7 – Czarny pionek · g7 – Czarny pionek · h7 – Czarny pionek · a2 – Biały pionek · b2 – Biały pionek · c2 – Biały pionek · d2 – Biały pionek · e2 – Biały pionek · f2 – Biały pionek · g2 – Biały pionek · h2 – Biały pionek · a1 – Biała wieża · b1 – Biały skoczek · c1 – Biały goniec · d1 – Biały hetman · e1 – Biały król · f1 – Biały goniec · g1 – Biały skoczek · h1 – Biała wieża | a8 – Czarna wieża · b8 – Czarny skoczek · c8 – Czarny goniec · d8 – Czarny hetman · e8 – Czarny król · f8 – Czarny goniec · g8 – Czarny skoczek · h8 – Czarna wieża · a7 – Czarny pionek · b7 – Czarny pionek · c7 – Czarny pionek · d7 – Czarny pionek · e7 – Czarny pionek · f7 – Czarny pionek · g7 – Czarny pionek · h7 – Czarny pionek · a2 – Biały pionek · b2 – Biały pionek · c2 – Biały pionek · d2 – Biały pionek · e2 – Biały pionek · f2 – Biały pionek · g2 – Biały pionek · h2 – Biały pionek · a1 – Biała wieża · b1 – Biały skoczek · c1 – Biały goniec · d1 – Biały hetman · e1 – Biały król · f1 – Biały goniec · g1 – Biały skoczek · h1 – Biała wieża | a8 – Czarna wieża · b8 – Czarny skoczek · c8 – Czarny goniec · d8 – Czarny hetman · e8 – Czarny król · f8 – Czarny goniec · g8 – Czarny skoczek · h8 – Czarna wieża · a7 – Czarny pionek · b7 – Czarny pionek · c7 – Czarny pionek · d7 – Czarny pionek · e7 – Czarny pionek · f7 – Czarny pionek · g7 – Czarny pionek · h7 – Czarny pionek · a2 – Biały pionek · b2 – Biały pionek · c2 – Biały pionek · d2 – Biały pionek · e2 – Biały pionek · f2 – Biały pionek · g2 – Biały pionek · h2 – Biały pionek · a1 – Biała wieża · b1 – Biały skoczek · c1 – Biały goniec · d1 – Biały hetman · e1 – Biały król · f1 – Biały goniec · g1 – Biały skoczek · h1 – Biała wieża | a8 – Czarna wieża · b8 – Czarny skoczek · c8 – Czarny goniec · d8 – Czarny hetman · e8 – Czarny król · f8 – Czarny goniec · g8 – Czarny skoczek · h8 – Czarna wieża · a7 – Czarny pionek · b7 – Czarny pionek · c7 – Czarny pionek · d7 – Czarny pionek · e7 – Czarny pionek · f7 – Czarny pionek · g7 – Czarny pionek · h7 – Czarny pionek · a2 – Biały pionek · b2 – Biały pionek · c2 – Biały pionek · d2 – Biały pionek · e2 – Biały pionek · f2 – Biały pionek · g2 – Biały pionek · h2 – Biały pionek · a1 – Biała wieża · b1 – Biały skoczek · c1 – Biały goniec · d1 – Biały hetman · e1 – Biały król · f1 – Biały goniec · g1 – Biały skoczek · h1 – Biała wieża | a8 – Czarna wieża · b8 – Czarny skoczek · c8 – Czarny goniec · d8 – Czarny hetman · e8 – Czarny król · f8 – Czarny goniec · g8 – Czarny skoczek · h8 – Czarna wieża · a7 – Czarny pionek · b7 – Czarny pionek · c7 – Czarny pionek · d7 – Czarny pionek · e7 – Czarny pionek · f7 – Czarny pionek · g7 – Czarny pionek · h7 – Czarny pionek · a2 – Biały pionek · b2 – Biały pionek · c2 – Biały pionek · d2 – Biały pionek · e2 – Biały pionek · f2 – Biały pionek · g2 – Biały pionek · h2 – Biały pionek · a1 – Biała wieża · b1 – Biały skoczek · c1 – Biały goniec · d1 – Biały hetman · e1 – Biały król · f1 – Biały goniec · g1 – Biały skoczek · h1 – Biała wieża | a8 – Czarna wieża · b8 – Czarny skoczek · c8 – Czarny goniec · d8 – Czarny hetman · e8 – Czarny król · f8 – Czarny goniec · g8 – Czarny skoczek · h8 – Czarna wieża · a7 – Czarny pionek · b7 – Czarny pionek · c7 – Czarny pionek · d7 – Czarny pionek · e7 – Czarny pionek · f7 – Czarny pionek · g7 – Czarny pionek · h7 – Czarny pionek · a2 – Biały pionek · b2 – Biały pionek · c2 – Biały pionek · d2 – Biały pionek · e2 – Biały pionek · f2 – Biały pionek · g2 – Biały pionek · h2 – Biały pionek · a1 – Biała wieża · b1 – Biały skoczek · c1 – Biały goniec · d1 – Biały hetman · e1 – Biały król · f1 – Biały goniec · g1 – Biały skoczek · h1 – Biała wieża | a8 – Czarna wieża · b8 – Czarny skoczek · c8 – Czarny goniec · d8 – Czarny hetman · e8 – Czarny król · f8 – Czarny goniec · g8 – Czarny skoczek · h8 – Czarna wieża · a7 – Czarny pionek · b7 – Czarny pionek · c7 – Czarny pionek · d7 – Czarny pionek · e7 – Czarny pionek · f7 – Czarny pionek · g7 – Czarny pionek · h7 – Czarny pionek · a2 – Biały pionek · b2 – Biały pionek · c2 – Biały pionek · d2 – Biały pionek · e2 – Biały pionek · f2 – Biały pionek · g2 – Biały pionek · h2 – Biały pionek · a1 – Biała wieża · b1 – Biały skoczek · c1 – Biały goniec · d1 – Biały hetman · e1 – Biały król · f1 – Biały goniec · g1 – Biały skoczek · h1 – Biała wieża | 2 |
| 1 | a8 – Czarna wieża · b8 – Czarny skoczek · c8 – Czarny goniec · d8 – Czarny hetman · e8 – Czarny król · f8 – Czarny goniec · g8 – Czarny skoczek · h8 – Czarna wieża · a7 – Czarny pionek · b7 – Czarny pionek · c7 – Czarny pionek · d7 – Czarny pionek · e7 – Czarny pionek · f7 – Czarny pionek · g7 – Czarny pionek · h7 – Czarny pionek · a2 – Biały pionek · b2 – Biały pionek · c2 – Biały pionek · d2 – Biały pionek · e2 – Biały pionek · f2 – Biały pionek · g2 – Biały pionek · h2 – Biały pionek · a1 – Biała wieża · b1 – Biały skoczek · c1 – Biały goniec · d1 – Biały hetman · e1 – Biały król · f1 – Biały goniec · g1 – Biały skoczek · h1 – Biała wieża | a8 – Czarna wieża · b8 – Czarny skoczek · c8 – Czarny goniec · d8 – Czarny hetman · e8 – Czarny król · f8 – Czarny goniec · g8 – Czarny skoczek · h8 – Czarna wieża · a7 – Czarny pionek · b7 – Czarny pionek · c7 – Czarny pionek · d7 – Czarny pionek · e7 – Czarny pionek · f7 – Czarny pionek · g7 – Czarny pionek · h7 – Czarny pionek · a2 – Biały pionek · b2 – Biały pionek · c2 – Biały pionek · d2 – Biały pionek · e2 – Biały pionek · f2 – Biały pionek · g2 – Biały pionek · h2 – Biały pionek · a1 – Biała wieża · b1 – Biały skoczek · c1 – Biały goniec · d1 – Biały hetman · e1 – Biały król · f1 – Biały goniec · g1 – Biały skoczek · h1 – Biała wieża | a8 – Czarna wieża · b8 – Czarny skoczek · c8 – Czarny goniec · d8 – Czarny hetman · e8 – Czarny król · f8 – Czarny goniec · g8 – Czarny skoczek · h8 – Czarna wieża · a7 – Czarny pionek · b7 – Czarny pionek · c7 – Czarny pionek · d7 – Czarny pionek · e7 – Czarny pionek · f7 – Czarny pionek · g7 – Czarny pionek · h7 – Czarny pionek · a2 – Biały pionek · b2 – Biały pionek · c2 – Biały pionek · d2 – Biały pionek · e2 – Biały pionek · f2 – Biały pionek · g2 – Biały pionek · h2 – Biały pionek · a1 – Biała wieża · b1 – Biały skoczek · c1 – Biały goniec · d1 – Biały hetman · e1 – Biały król · f1 – Biały goniec · g1 – Biały skoczek · h1 – Biała wieża | a8 – Czarna wieża · b8 – Czarny skoczek · c8 – Czarny goniec · d8 – Czarny hetman · e8 – Czarny król · f8 – Czarny goniec · g8 – Czarny skoczek · h8 – Czarna wieża · a7 – Czarny pionek · b7 – Czarny pionek · c7 – Czarny pionek · d7 – Czarny pionek · e7 – Czarny pionek · f7 – Czarny pionek · g7 – Czarny pionek · h7 – Czarny pionek · a2 – Biały pionek · b2 – Biały pionek · c2 – Biały pionek · d2 – Biały pionek · e2 – Biały pionek · f2 – Biały pionek · g2 – Biały pionek · h2 – Biały pionek · a1 – Biała wieża · b1 – Biały skoczek · c1 – Biały goniec · d1 – Biały hetman · e1 – Biały król · f1 – Biały goniec · g1 – Biały skoczek · h1 – Biała wieża | a8 – Czarna wieża · b8 – Czarny skoczek · c8 – Czarny goniec · d8 – Czarny hetman · e8 – Czarny król · f8 – Czarny goniec · g8 – Czarny skoczek · h8 – Czarna wieża · a7 – Czarny pionek · b7 – Czarny pionek · c7 – Czarny pionek · d7 – Czarny pionek · e7 – Czarny pionek · f7 – Czarny pionek · g7 – Czarny pionek · h7 – Czarny pionek · a2 – Biały pionek · b2 – Biały pionek · c2 – Biały pionek · d2 – Biały pionek · e2 – Biały pionek · f2 – Biały pionek · g2 – Biały pionek · h2 – Biały pionek · a1 – Biała wieża · b1 – Biały skoczek · c1 – Biały goniec · d1 – Biały hetman · e1 – Biały król · f1 – Biały goniec · g1 – Biały skoczek · h1 – Biała wieża | a8 – Czarna wieża · b8 – Czarny skoczek · c8 – Czarny goniec · d8 – Czarny hetman · e8 – Czarny król · f8 – Czarny goniec · g8 – Czarny skoczek · h8 – Czarna wieża · a7 – Czarny pionek · b7 – Czarny pionek · c7 – Czarny pionek · d7 – Czarny pionek · e7 – Czarny pionek · f7 – Czarny pionek · g7 – Czarny pionek · h7 – Czarny pionek · a2 – Biały pionek · b2 – Biały pionek · c2 – Biały pionek · d2 – Biały pionek · e2 – Biały pionek · f2 – Biały pionek · g2 – Biały pionek · h2 – Biały pionek · a1 – Biała wieża · b1 – Biały skoczek · c1 – Biały goniec · d1 – Biały hetman · e1 – Biały król · f1 – Biały goniec · g1 – Biały skoczek · h1 – Biała wieża | a8 – Czarna wieża · b8 – Czarny skoczek · c8 – Czarny goniec · d8 – Czarny hetman · e8 – Czarny król · f8 – Czarny goniec · g8 – Czarny skoczek · h8 – Czarna wieża · a7 – Czarny pionek · b7 – Czarny pionek · c7 – Czarny pionek · d7 – Czarny pionek · e7 – Czarny pionek · f7 – Czarny pionek · g7 – Czarny pionek · h7 – Czarny pionek · a2 – Biały pionek · b2 – Biały pionek · c2 – Biały pionek · d2 – Biały pionek · e2 – Biały pionek · f2 – Biały pionek · g2 – Biały pionek · h2 – Biały pionek · a1 – Biała wieża · b1 – Biały skoczek · c1 – Biały goniec · d1 – Biały hetman · e1 – Biały król · f1 – Biały goniec · g1 – Biały skoczek · h1 – Biała wieża | a8 – Czarna wieża · b8 – Czarny skoczek · c8 – Czarny goniec · d8 – Czarny hetman · e8 – Czarny król · f8 – Czarny goniec · g8 – Czarny skoczek · h8 – Czarna wieża · a7 – Czarny pionek · b7 – Czarny pionek · c7 – Czarny pionek · d7 – Czarny pionek · e7 – Czarny pionek · f7 – Czarny pionek · g7 – Czarny pionek · h7 – Czarny pionek · a2 – Biały pionek · b2 – Biały pionek · c2 – Biały pionek · d2 – Biały pionek · e2 – Biały pionek · f2 – Biały pionek · g2 – Biały pionek · h2 – Biały pionek · a1 – Biała wieża · b1 – Biały skoczek · c1 – Biały goniec · d1 – Biały hetman · e1 – Biały król · f1 – Biały goniec · g1 – Biały skoczek · h1 – Biała wieża | 1 |
|   | a | b | c | d | e | f | g | h |   |

W dobie komputerów tworzone jest coraz to nowocześniejsze oprogramowanie szachowe. Pozwala ono nie tylko przeglądać partie, ale także umożliwia zaawansowane przeszukiwanie całej bazy, dzięki np. przeszukiwaniu grafów. Przykładami takich programów mogą być Chess Assistant albo ChessBase (firmy ChessBase). Bazy partii szachowych bardzo często zapisane są w formacie PGN.